# Diablo III: Rise of the Necromancer
A Diablo III: Rise of the Necromancer egy letölthető kiegészítő a Diablo III című akció-szerepjátékhoz. A 2016-os BlizzConon jelentették be. 2017. június 27-én jelent meg digitálisan PC-re, Mac-re, Xbox One-ra és PS4-re.  A Diablo III: Eternal Collection kiadásban megtalálható, mely elérhető Xbox One-ra, PS4-re és Nintendo Switch-re is. A csomag hozzáadja a nekromanta osztályt a Diablo III-hoz .

## Jellemzők

### A nekromanták a Diablóban
A Diablo II nekromata osztályát visszahozták és újratervezték annak érdekében, hogy integrálódjanak a Diablo III világába. A nekromanta a Diablo III-ban egy halottidéző, csontmanipuláló, átkokkal operáló különleges mágus. Új fegyverek és páncélok váltak elérhetővé a nekromanta kaszt számára, ideértve a kaszát és az imaszíjat. 

### Újítások
A csomag két további ládafület és karakterhelyet ad hozzá a játékhoz; más dizájnbeli újdonságokkal együtt: pet (kísérő állatka), szárnyak, nekromanta zászlók és szimbólumok, nekromanta portrékeret. 

### A 2.6.0 Patch fontosabb újdonságai
Diablo III: Rise of the Necromancer Patch 2.6.0 számos új funkciót hozott a játékba, mint például a nekromanta osztály, a Challenge Rifts játékmód, új zónák és új útpontok (waypoint). A Challenge Rifts egy olyan játékmód, amely lehetővé teszi a játékosoknak, hogy felfedezzenek új buildeket, amelyeket más játékosok hoztak létre. A játékosnak gyorsabban be kell fejeznie az Riftet, mint az eredeti játékos, hogy különleges jutalmat kapjon.

## Fejlesztés
A Diablo III első kiegészítőjének a Reaper of Souls megjelenése előtt elkezdték a második kiegészítő fejlesztését, azonban a fejlesztés korai szakaszában elkaszálta a Blizzard a projektet és a Diablo IV fejlesztését kellett megkezdeniük a fejlesztőknek.
Nem ment jól a Diablo IV fejlesztése, ezért 2016-ban ezt is elkaszálta a Blizzard, és egy kisebb fejlesztői csapatot bíztak meg azzal, hogy kidolgozzák a Diablo III „Rise of the Necromancer” című kiegészítőt, amelynek célja a sorozat rajongóinak kielégítése és érdeklődésük fenntartása volt. 
A Diablo III: Rise of the Necromancer 2017. június 27-én jelent meg PC-re, valamint Xbox One-ra és PlayStation 4-re, a konzolokra megjelent a Diablo III: Eternal Collection benne minden tartalommal, ami eddig kijött. A Rise of the Necromancer' megjelent Nintendo Switch-en is 2018-ban, amikor az Eternal Collection csomagot kiadták a platformra. 

## Fordítás
- Ez a szócikk részben vagy egészben  a   Diablo III: Rise of the Necromancer című angol Wikipédia-szócikk ezen változatának fordításán alapul.  Az eredeti cikk szerkesztőit annak laptörténete sorolja fel. Ez a jelzés csupán a megfogalmazás eredetét és a szerzői jogokat jelzi, nem szolgál a cikkben szereplő információk forrásmegjelöléseként.